# Basilica di Don Bosco
La basilica di San Giovanni Bosco sorge sul Colle Don Bosco, località di Morialdo, frazione di Castelnuovo Don Bosco, in provincia d'Asti ed è inclusa nell'arcidiocesi di Torino. Consacrata a san Giovanni Bosco, fu eretta tra il 1961 e il 1966 nel luogo attiguo a dove sorge la Cascina Biglione-Damevino, casa natia del santo.

## Storia
La prima pietra fu benedetta l'11 giugno 1961 dall'arcivescovo di Torino Maurilio Fossati.

Il 3 settembre 1988, nell'anno del primo centenario della morte di don Bosco, la chiesa fu visitata da papa Giovanni Paolo II, che nell'occasione beatificò Laura Vicuña.
Il 12 aprile 2010 papa Benedetto XVI l'ha elevata alla dignità di basilica minore.
Nella serata del 2 giugno 2017 ignoti trafugarono l'urna contenente il cervello di don Bosco, collocata nella parte inferiore della basilica. La reliquia fu poi ritrovata circa due settimane dopo e ricollocata al suo posto il 16 agosto 2017, anniversario della nascita di don Bosco.

## Descrizione
L'edificio è stato costruito in forme classiche, interpretate secondo modelli contemporanei. Gli interni risentono delle tendenze artistiche del momento in cui furono realizzati.
I due piani della basilica hanno una capienza di circa 700 posti ciascuno. Nel piano inferiore predomina il marmo, nel piano superiore il legno.
Il piano inferiore è seminterrato e pertanto costituisce la cripta della basilica: è a croce latina con tre navate delimitate da due serie di pilastri. Le navate laterali presentano una serie di altari laterali. Sulla destra del transetto vi è la cappella di san Francesco di Sales, patrono della Congregazione Salesiana, sulla sinistra del transetto vi è un organo a canne. Sulla parete absidale del presbiterio domina un quadro di Mario Caffaro Rore, che rappresenta le passeggiate autunnali che don Bosco faceva con i suoi ragazzi da Torino ai Becchi, la vicina borgata dove aveva la casa della sua infanzia, tuttora conservata.
Nella cripta della basilica si trovano reliquie insigni di san Giovanni Bosco (una porzione del cervello) e di san Domenico Savio (un osso). La reliquia di don Bosco è collocata in un sacello dietro la parete absidale, quella di Domenico Savio in un'urna col simulacro del suo corpo davanti all'altare del santo a sinistra guardando il presbiterio.
Il piano superiore è sovrastato da una notevole cupola, dalla facciata emergono due campanili che insieme alla cupola e alla grandiosa scalinata antistante, hanno caratterizzato l'esterno della basilica.
All'ingresso del piano superiore si trova la statua bronzea di don Bosco, a lui dedicata dal corpo insegnante italiano nel 1929. Notevole, all'interno, la statua lignea del Cristo Risorto sulla parte absidale, l'organo a canne sulla sinistra guardando l'altare, e le quattordici formelle in legno rappresentanti altrettanti quadri della Via Lucis.

Davanti alla chiesa si apre un grande piazzale destinato a ospitare una notevole folla di fedeli in occasione di pellegrinaggi.

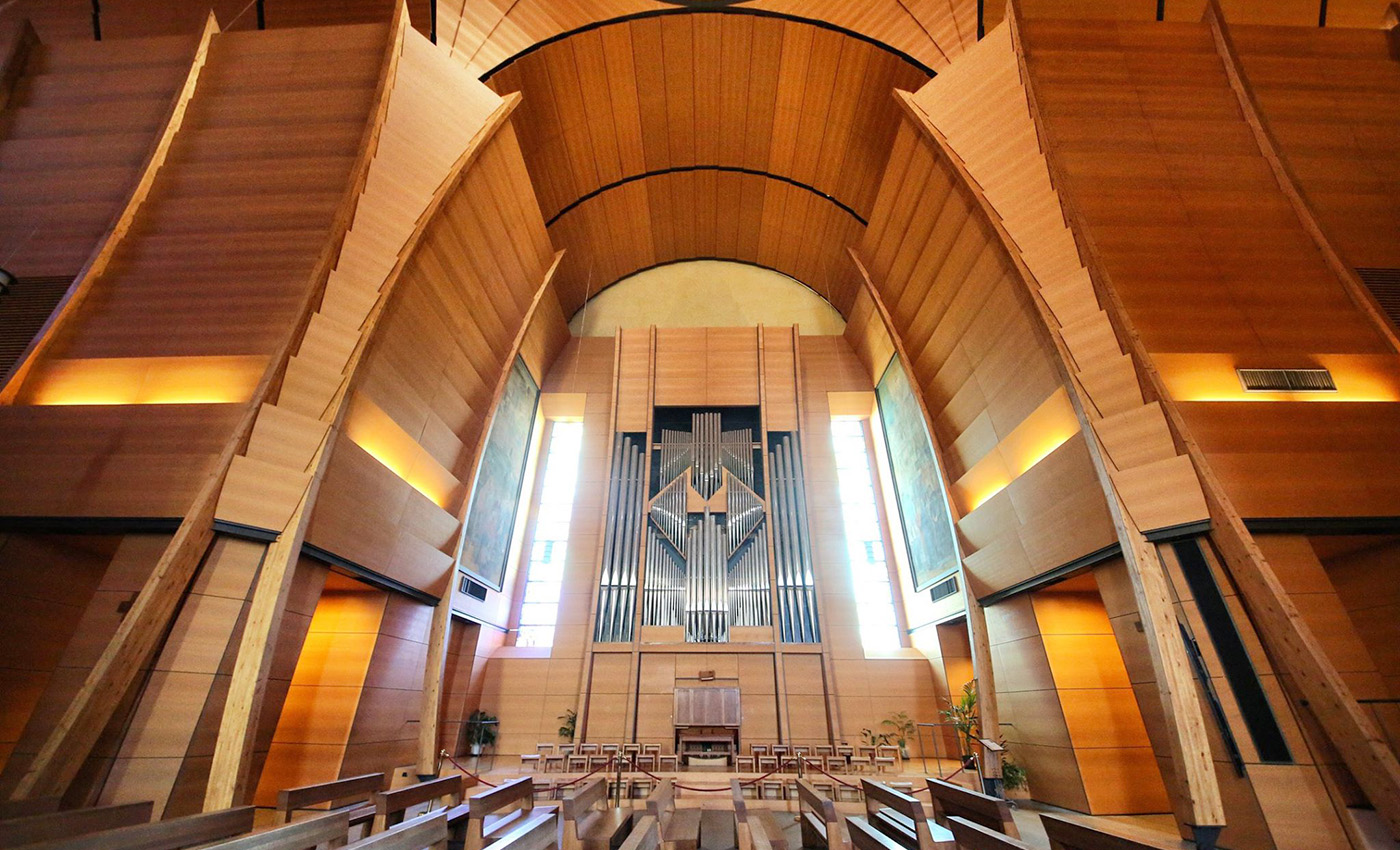
Il grande organo Pinchi del Santuario

All'interno della basilica, a lato sinistro della navata, si trova il grande organo a canne Pinchi opus 419 costruito nell'anno 2000. E costituito da tre manuali meccanici e pedaliera con 48 registri.
L'edificio è alto 26 metri.